# Żołoby
Żołoby (ukr. Жолоби) – wieś na Ukrainie w rejonie tomaszpolskim obwodu winnickiego.